# عامر الکعبی
عامر الکعبی (انگلیسی: Amer Al Kaabi؛ زادهٔ ۲۰ مهٔ ۱۹۷۱) بازیکن فوتبال اهل قطر است.

## باشگاهی
از باشگاه‌هایی که در آن بازی کرده‌است می‌توان به الاهلی قطر و الغرافه اشاره کرد.

## تیم ملی
وی به همراه تیم ملی فوتبال قطر در بازی‌های المپیک تابستانی ۱۹۹۲ شرکت کرده است.